# Liste der Kulturdenkmale in Linau
In der Liste der Kulturdenkmale in Linau sind alle Kulturdenkmale der schleswig-holsteinischen Gemeinde Linau (Kreis Herzogtum Lauenburg) aufgelistet (Stand: 10. März 2025).

## Legende
In den Spalten befinden sich folgende Informationen:
- Objekt-ID: die Nummer des Kulturdenkmales
- Lage: die Adresse des Kulturdenkmales und die geographischen Koordinaten. Kartenansicht, um Koordinaten zu setzen. In der Kartenansicht sind Kulturdenkmale ohne Koordinaten mit einem roten Marker dargestellt und können in der Karte gesetzt werden. Kulturdenkmale ohne Bild sind mit einem blauen Marker gekennzeichnet, Kulturdenkmale mit Bild mit einem grünen Marker.
- Offizielle Bezeichnung: Bezeichnung des Kulturdenkmales
- Beschreibung: die Beschreibung des Kulturdenkmales
- Bild: ein Bild des Kulturdenkmales

## Bauliche Anlagen
| Objekt-ID     | Lage                                         | Offizielle Bezeichnung       | Beschreibung | Bild |
| ------------- | -------------------------------------------- | ---------------------------- | --- | ---- |
| 9942          | Dorfstraße 22 (53° 38′ 37″ N, 10° 28′ 22″ O) | Wohn- und Wirtschaftsgebäude | Wohn- und Wirtschaftsgebäude; 1914, Umbau nach Brand 1936, Bauherr Hans Hr. Fritz Kruse; Backsteinbau, traufständiges Wohngebäude mit Walmdach und Zwerchgiebel, anschließendes, Lförmiges Wirtschaftsgebäude mit hohem Mansarddach. Umfriedung aus behauenen Feldsteinen - Begründung: geschichtlich, künstlerisch, städtebaulich, Kulturlandschaft prägend - Schutzumfang: Wohn- und Wirtschaftsgebäude, Einfriedung - Denkmaltyp: Bauliche Anlage | BW   |
| 9948 Wikidata | In de Twiet 14 (53° 38′ 4″ N, 10° 27′ 47″ O) | Fachhallenhaus               | Fachhallenhaus; Anfang 19. Jh.; Eichenfachwerk mit einfacher Riegellage, Ausfachungen in Backstein und Lehm erneuert, Halbwalmdach reetgedeckt, Binnenstruktur und Gefüge gut erhalten - Begründung: geschichtlich, Kulturlandschaft prägend - Schutzumfang: gesamtes Objekt - Denkmaltyp: Bauliche Anlage | BW   |

## Quelle
- Liste der Kulturdenkmale in Schleswig-Holstein – Herzogtum Lauenburg (PDF)

- Karte mit allen Koordinaten:
- OSM |
- WikiMap